# Ahmed Goumaneh Robleh
Pour les articles homonymes, voir Robleh.
Ahmed Goumaneh Robleh (ou Ahmed Goumané Roblé), né en 1923 à Ali Sabieh, est un homme politique de la côte française des Somalis et de la république de Somalie.

## Biographie
Ahmed Goumaneh a été engagé volontaire dans l'armée française entre 1943 et 1946. Il a en particulier participé aux combats de la poche de Royan. Réengagé en 1949-1952, il est envoyé à Madagascar. Nommé sergent en août 1946, il atteint le grade de sergent-chef.
Proche de Mahmoud Harbi, il est élu à l'Assemblée territoriale en 1957. Il est élu sénateur de la Côte française des Somalis du 8 juin 1958  au 29 avril 1959. Bien qu'il ait appelé à voter «oui» au référendum de 1958, il est condamné par le tribunal d'instance de Djibouti en septembre 1959 à 10 ans de prison, 20 ans d’interdiction de séjour et la privation de ses droits civiques pour « atteinte à la sureté extérieure de l’État ». Il s'installe alors au Somaliland.
En 1964, il est élu au Parlement somalien comme représentant de la circonscription de Zeila. Il devient vice-président de l'Assemblée.